# Lakatos Béla (politikus)
Lakatos Béla (Ács, 1969. december 6. –) pedagógus, Ács város korábbi polgármestere.

## Élete
A középiskolát a komáromi Jókai Mór Gimnáziumban végezte, majd a szegedi József Attila Tudományegyetem történelem–földrajz tanári szakán tanult.
Oktatási szakember hátrányos helyzetű gyerekek oktatása területén.
2000-ben PHARE-programok roma bizottságának elnöke, az OM PHARE Forrásközpont igazgatója. 2002-ben kabinetvezető az OM roma miniszteri biztos hivatalában. 2004–2010 között a Gárdonyi Géza Általános Iskola és Szakiskola igazgatója.
2010–2018 között Ács város polgármestere.
2010-ben megkapta az ácsi roma gyerekek és fogyatékos tanulók iskolai integrációjáért az OSI és az Európai Tanács fődíját.
2018-ban a Momentum országgyűlési képviselőjelöltje volt Komárom-Esztergom megye 3. választókerületében.